# Pegomya furva
Pegomya furva är en tvåvingeart som först beskrevs av Ringdahl 1938.  Pegomya furva ingår i släktet Pegomya och familjen blomsterflugor. Arten är reproducerande i Sverige. Inga underarter finns listade i Catalogue of Life.